# Vernon Harrison
Vernon Harrison (Warwickshire, 1912 - 14 oktober 2001) was een Brits handschriftkundige en professionele onderzoeker van betwiste documenten.

## Levensloop
Vernon Harrison volgde onderwijs aan de Bishop Vesey’s Grammar School in Sutton Coldfield. Later studeerde hij natuurkunde, scheikunde en wiskunde aan de Universiteit van Birmingham. Na het behalen van zijn diploma deed hij onderzoek aan de Faculteit voor natuurkunde. Bij zijn studie speelde het gebruik van fotografie en fotomicrografie een belangrijke rol als middelen om feiten vast te leggen.
Hij verkreeg zijn doctoraat en werd aangesteld als researchfysicus bij PATRA (Printing and Allied Trades Research Association). Toen de Tweede Wereldoorlog uitbrak werkte hij voor het Ministerie van Bevoorrading. PATRA verloor, tijdens de laatste grote aanval op Londen, al zijn archieven en wetenschappelijke uitrusting. Pas in 1947 kon de staf naar nieuwe laboratoria verhuizen in Leatherhead. Harrison kon toen pas beginnen aan zijn werk op het gebied van de optische eigenschappen van papier, kleurendruk en de kwaliteit van hoogdrukreproductie.
In 1957 werd hij benoemd tot directeur voor research van PATRA. Hij kreeg de leiding over een staf die toen was aangegroeid tot ongeveer 120 mensen.
In 1967 werd hij research manager bij Thomas De La Rue & Co. De La Rue drukt bankbiljetten, postzegels, aandelencertificaten, paspoorten, en andere soorten waardepapieren. Een belangrijk deel van het werk van het onderzoekscentrum was het bestuderen van de methoden gebruikt door valsmunters en het zoeken naar methoden om de betrouwbaarheid van de producten van het bedrijf te verhogen. Dit werk wekte bij Vernon de belangstelling voor vervalste gedrukte en geschreven documenten.
Bij zijn pensionering in 1977 startte Harrison een privé-praktijk als onderzoeker van documenten waarvan de echtheid wordt betwijfeld. Zijn werk omvatte een breed scala van onderwerpen: betwiste documenten uit de tijd van koningin Elizabeth I, graffiti op muren, twijfelachtige testamenten, vervalste hypotheekovereenkomsten en financiële documenten, anonieme brieven, onderzoek van vervalst geld en illegale drukplaten. Als onafhankelijke kon hij voor zowel het openbaar ministerie als voor de verdediging werken. Hij was eraan gewend om bewijs te leveren in een rechtszaak. Voor Harrison was deze periode de interessantste en de meest zinvolle van zijn leven.
Harrison had zijn leven lang interesse voor fotografie. Van 1974 tot 1976 was hij president van de Royal Photographic Society of Great Britain. Tevens was hij medeoprichter en voormalig voorzitter van de Liszt Society.
Harrison werd op jonge leeftijd lid van de Society for Psychical Research, een vereniging opgericht in 1882 met als doel wetenschappelijk onderzoek te verrichten naar onverklaarbare fenomenen en verschijnselen.

## De Mahatmabrieven
In het voorjaar van 1984 kreeg Harrison, na het bijwonen van een lezing van de Theosophical Society, interesse in een rapport dat dateert uit de beginjaren van de Society for Psychical Research. Het betreft het Hodgson Rapport dat in 1885 verschenen was. In die periode claimden prominente leden van de Theosophical Society brieven te ontvangen van Mahatma's , een groep Wijzen uit Tibet bij wie Helena Petrovna Blavatsky, oprichtster van de Society, zeven jaar zou hebben gestudeerd. 
Een echtpaar Coulomb was sinds 1882 belast met huishoudelijke taken in de woning van Blavatsky in Adyar, waar het het hoofdkantoor van de Society was gevestigd. Het echtpaar werd in 1884 wegens vermeend wangedrag ontslagen. Hierna beschuldigde het echtpaar Blavatsky van het manipuleren en in scène zetten van occulte fenomenen. Blavatsky had annex aan haar woning een ruimte gebouwd, die zij  The Occult Room noemde. In die ruimte was een schrijn gewijd aan de Mahatma's, waar zich frequent de Mahatmabrieven materialiseerden. Vanuit de ruimte zou Blavatsky ook andere vormen van teleportatie gemanipuleerd hebben. Daarnaast verspreidde het echtpaar een aantal van de Mahatmabrieven naar de pers met de beschuldiging dat die door Blavatsky zelf geschreven zouden zijn.
Hierop werd de Society for Psychical Research gevraagd een onderzoek in te stellen. In december 1884 werd een ‘voorbereidend en voorlopig Rapport’ uitgebracht. Richard Hodgson kreeg een opdracht tot een vervolgonderzoek. Hogdson was een onderzoeker van paranormale verschijnselen. Het Hodgson Rapport kwam tot drie conclusies. De eerste was dat Blavatsky de occulte fenomenen inderdaad gemanipuleerd had. De tweede was, dat de Mahatma's feitelijk niet bestonden. De derde was dat Blavatsky de brieven ook zelf geschreven had. 
Het rapport van Harrison handelt alleen over het onderdeel en de vraag of Blavatsky de Mahatmabrieven zelf geschreven zou hebben. De essentie van het eerste deel van het rapport was dat het Hodgson Rapport op dat onderdeel ernstige methodologische tekortkomingen had en dat die beschuldiging aan Blavatsky op basis van dat Hodgson Rapport niet inhoudelijk onderbouwd kon worden. Een beperking voor het onderzoek van Harrison was het feit, dat de door het echtpaar verspreidde brieven al geruime tijd spoorloos verdwenen waren en alle betrokkenen en getuigen uit de periode overleden. 
Het tweede deel van het rapport betrof een onderzoek naar de nog wel aanwezige  Mahatmabrieven. Het materiaal hiervoor waren 1.323 dia's van  ruim 100 Mahatmabrieven. Harrison constateerde op basis van vooral handschriftvergelijking dat het handschrift van Blavatsky bij haar volle bewustzijn in bijvoorbeeld brieven aan vrienden, kennissen, etc. te veel afweek van het handschrift in de Mahatmabrieven. Harrison zag in zijn rapport af van een finaal oordeel wie de Mahatmabrieven geschreven heeft. In het rapport vermeldde hij echter meerdere malen de mogelijkheid, dat Blavatsky de brieven geschreven zou hebben tijdens haar vele perioden dat zij in een trance verkeerde. Die these, variaties daarop maar ook meer complexe vormen van dissociatieve identiteitsstoornis worden ook door meerdere hedendaagse biografen genoemd.